# پایتخت (فصل ۷)
پایتخت ۷، هفتمین فصل از مجموعه تلویزیونی ایرانی پایتخت به کارگردانی سیروس مقدم و با طراحی فیلمنامهٔ محسن تنابنده و نویسندگی آرش عباسی است که در ۲۲ قسمت از ۴ تا ۲۷ فروردین ۱۴۰۴ از شبکه یک پخش شد.

## خلاصهٔ داستان
در این فصل، سارا و نیکا در آستانه ازدواج هستند و نقی برای ازدواجشان شرایط سختی در نظر گرفته است. از سوی دیگر، در شب میهمانی ارسطو به افتخار همسر جدیدش، یک شهاب سنگ در خانهٔ خانواده معمولی سقوط می‌کند. ارسطو و رحمت با پنهان کردن این موضوع از نقی، قصد فروش سنگ سقوط کرده را دارند و در این میان، ماجراهای دیگری نیز برای خانواده معمولی و اطرافیانشان رخ می‌دهد.

## بازیگران
- محسن تنابنده
- احمد مهران‌فر
- ریما رامین‌فر
- نسرین نصرتی
- هومن حاجی‌عبداللهی
- بهرام افشاری
- هدایت هاشمی
- شیوا مکی‌نیان
- علی‌امین حسنی
- سلمان خطی
- آتیه جاوید
- مصطفی بلال‌حبشی
- مجتبی بلال‌حبشی
- سنا حسینی
- سونیا حسینی
- مهدی‌یار کلایی
- سهیل مقدم
- مهدی هادی‌زاده
- محمود صامت
- پرویز زرودی
- قربان صابر
- ماه‌پیکر یارآوا
- تهمینه رجبوا
- منوچهر حبیب‌اف
- مجید خدایی
- معصومه آقاجانی
- محمدحسام نجف‌زاده[۳]
- سیروس مقدم

## تولید

### مکان
فیلم‌برداری عمدتاً در شیرگاه، واقع در شهرستان سوادکوه در استان مازندران انجام شده است. این منطقه که در نزدیکی پل سفید و زیرآب قرار دارد، پیش‌تر نیز در فصل‌های قبلی سریال به‌عنوان مکان اصلی مورد استفاده قرار گرفته بود. همچنین، بخشی از فیلم‌برداری این فصل در شاندیزِ مشهد انجام شده است.

### فیلمبرداری
فیلم‌برداری این فصل از مردادماه ۱۴۰۳ آغاز شد و در دی‌ماه همان سال در مشهد به پایان رسید.

## موسیقی
| شماره | نام                      | خواننده                                                 | مدت  |
| ----- | ------------------------ | ------------------------------------------------------- | ---- |
| ۱.    | «پایتخت» (تیتراژ پایانی) | مهدی کارگر، حسین درپور، فتح‌الله یعقوبی و سید مطلب حسینی | ۳:۱۹ |

1003/

## پخش
این سریال از ۴ تا ۲۷ فروردین ۱۴۰۴ در ساعت ۲۲ و تکرار آن ساعت ۲ بامداد، ۱۰ صبح و ۱۵:۱۵ از شبکه یک سیما پخش شد.
وردی بی‌سابقه در تماشای برخط محتوای نمایشی به ثبت برساند.

## حواشی
- محسن تنابنده در مورد حذف شخصیت‌های سارا و نیکا فرقانی اصل، دوقلوهای خانواده معمولی از فصل هفتم توضیح داد که نقش آن‌ها بیشتر برای ایجاد حس خانوادگی طراحی شده بود، اما به دلیل محدودیت‌های سنی و عدم وجود موقعیت‌های مناسب، امکان گسترش داستانی برای آن‌ها وجود نداشته است. وی بیان کرده که این تصمیم را برای تقویت روایت اصلی و ایجاد داستان‌های جذاب‌تر گرفته‌اند.[۱۴]
- انتشار تصویری از یک گراز زخمی در حین فیلمبرداری در اوایل مرداد ماه باعث واکنش‌های زیادی از سوی فعالان محیط زیست شد. اما پس از مدتی مشخص شد که این گراز سالم بوده و خون مشاهده‌شده روی آن در واقع رب گوجه‌فرنگی بوده است.
- ادعا شد که محسن تنابنده مبلغ ۵ میلیارد تومان دستمزد دریافت کرده است. با این حال، این ادعا هیچ‌گاه از سوی عوامل سریال تأیید یا رد نشد.[۱۴]
- حضور یک شخصیت به‌عنوان شخصیت مهمان با نام «کلثوم اکبری» در قسمت ۱۰ این فصل و مشابهت نام این شخصیت با نام یکی از قاتلان سریالی، بحث‌برانگیز شد.[۱۵]
- اعتراض سازمان نظام روان‌شناسی به سازمان صداوسیما در مورد رفتار نقش روان‌شناس در قسمت اول این فصل از این مجموعه، واکنش‌های بسیاری را در پی داشت.[۱۶][۱۷][۱۸]
- قرار بود این سریال در ۲۷ قسمت ساخته شود و به تاجیکستان برود امّا به دلیل بدون مجوز بودن کمپر به تاجیکستان نرفت و سریال ۲۲ قسمت شد.[۱۹]
- از حواشی دیگر حضور یک خرس در قسمت ۲۰ سریال بود.[۲۰]